# Pizza Grossa
Pizza Grossa är en bergstopp i Schweiz.   Den ligger i regionen Albula och kantonen Graubünden, i den östra delen av landet, 170 km öster om huvudstaden Bern. Toppen på Pizza Grossa är 2 939 meter över havet, eller 251 meter över den omgivande terrängen. Bredden vid basen är 1,5 km.
Terrängen runt Pizza Grossa är huvudsakligen bergig, men åt sydost är den kuperad. Närmaste större samhälle är St. Moritz, 17,0 km sydost om Pizza Grossa. 
Trakten runt Pizza Grossa består i huvudsak av gräsmarker. Runt Pizza Grossa är det glesbefolkat, med 15 invånare per kvadratkilometer.